# سايكو (فلم)
سايكو (بالإنجليزية: Psycho) هو فيلم رعب نفسي أمريكي صدر سنة 1960، من إنتاج وإخراج ألفريد هتشكوك. استند السيناريو الذي كتبه جوزيف ستيفانو إلى رواية للكاتب الأمريكي روبرت بلوخ تحمل الاسم نفسه وصدرت عام 1959. الفيلم من بطولة أنتوني بركنز، وجانيت لي، وفيرا مايلز، وجون غافن، ومارتن بلسم. في بادئ الأمر تلقى الفيلم نقد إيجابي وسلبي ولكن عوائده السينمائية كانت كبيرة كما رشح لأربع جوائز أوسكار. يعد اليوم أحد أبرز أفلام المخرج ألفرد هيتشكوك كما يعتبر الفيلم من أكثر أفلام الرعب تأثيراً. أنتج لاحقاً عدد من الأجزاء التالية للفيلم كما أعاد إنتاجه في عام 1998.

## وصلات خارجية
- سايكو على موقع IMDb (الإنجليزية)
- سايكو على موقع ميتاكريتيك (الإنجليزية)
- سايكو على موقع الموسوعة البريطانية (الإنجليزية)
- سايكو على موقع روتن توميتوز (الإنجليزية)
- سايكو على موقع نتفليكس (الإنجليزية)
- سايكو على موقع قاعدة بيانات الأفلام العربية
- سايكو على موقع ألو سيني (الفرنسية)
- سايكو على موقع Turner Classic Movies (الإنجليزية)
- سايكو على موقع أول موفي (الإنجليزية)
- سايكو على موقع بوكس أوفيس موجو (الإنجليزية)
- IMDb
- All Movie Guide